# Claire Rafferty
Claire Lauren Rafferty (Orpington, 11 gennaio 1989) è un'ex calciatrice britannica, di ruolo difensore.
In carriera ha vinto due campionati nazionali (FA Women's Super League 1), nel 2015 e 2017, e una coppa di lega (FA Women's Cup 2014-2015), sempre con il Chelsea, vantando anche numerose presenze nella nazionale inglese, scendendo in campo in 18 occasioni tra il 2010 e il 2017, rappresentando inoltre la nazionale britannica durante il torneo femminile ai Giochi della XXX Olimpiade.

## Carriera

### Club
Claire Rafferty si appassiona al gioco del calcio fin da giovanissima, decidendo di tesserarsi con il Kent Magpies Ladies, società con sede a Eltham, nel South London.
Nel 2003, a 14 anni d'età, si trasferisce al Millwall Lionesses, società con la quale gioca per quattro stagioni e dove subisce il suo primo grave infortunio al legamento crociato anteriore che la costringe a disertare per lungo tempo il terreno di gioco. Alla fine della riabilitazione, nel
2007 sottoscrive un accordo con il Chelsea nel quale assume regolare posizione sulla sinistra del centrocampo.
Nell'agosto 2011 Rafferty incorre nuovamente nell'infortunio al legamento crociato anteriore che la costringe a rinunciare alla seconda parte della stagione, rientrando in rosa, ma non da titolare, solamente per la partita inaugurale della FA Women's Super League 1 2012 contro le avversarie del Doncaster Rovers Belles. All'inizio di aprile 2012, Rafferty fu scelta come una delle otto ambasciatrici dei media digitali, una per ogni squadra, che portava impresso il proprio nome dell'account Twitter sulle maniche della tenuta da gara, iniziativa volta a migliorare l'immagine della WSL.
Al termine del campionato di FA Women's Super League 1 2014 Rafferty ha condiviso con le compagne il percorso che ha portato la squadra a raggiungere i vertici della classifica, totalizzando 26 punti a pari merito con il Liverpool, frutto di 8 vittorie, 2 pareggi e 4 sconfitte, dovendo tuttavia lasciare la vittoria alle Reds per migliore differenza reti.
Il secondo posto ottenuto consentì comunque al Chelsea di partecipare per la prima volta alla UEFA Women's Champions League nella stagione 2015-2016, conclusasi con l'eliminazione agli ottavi di finale per opera del Wolfsburg.
Nella stagione 2015 Rafferty condivide con il Chelsea il suo primo double, vincendo il 1º agosto 2015 la FA Women's Cup per 1-0 sul Notts County davanti a 30 710 spettatori e il 4 ottobre 2015 vincendo la FA WSL 1 dopo la vittoria per 4-0 sul Sunderland.
Ha vinto il suo secondo titolo nazionale al termine della stagione transitoria 2017, nota anche come FA WSL 1 Spring Series, concludendo a pari punti con il Manchester City, ma superandolo grazie a una migliore differenza reti.
Al febbraio 2018 Rafferty risulta essere la giocatrice del Chelsea con più presenze in squadra.
A giugno 2018 lascia il Chelsea e viene ingaggiata dal West Ham, dove rimane una sola stagione.

### Nazionale
Rafferty inizia ad attirare l'attenzione della federazione calcistica dell'Inghilterra (Football Association - TheFA) fin da giovanissima convocandola nella formazione Under-15.
Nel 2006 viene inserita in rosa nella formazione Under-19 impegnata nelle fasi di qualificazione al campionato europeo di categoria di Islanda 2007, debuttando il 1º ottobre nell'incontro dove l'Inghilterra si impone fuori casa sulle pari età del Belgio. Condivide in seguito il percorso che vede la sua nazionale qualificata alla fase finale e che arriva a disputare, perdendola, la finale con le avversarie della Germania. Le viene rinnovata la fiducia anche per il successivo torneo di Francia 2008 dove nuovamente la nazionale inglese riesce a qualificarsi ma viene eliminata nella fase a gironi, solo terza nel gruppo B. In quell'occasione Rafferty gioca tutti 3 incontri.
Nel 2008 il responsabile tecnico Mo Marley la inserisce in rosa con la formazione Under-20 qualificata per i Mondiale di Cile 2008, scendendo in campo il 7 luglio nell'incontro giocato con le pari età della Germania. Durante il mondiale Marley la impiega in tutte le quattro partite giocate dall'Inghilterra, le tre della fase a gironi, dove si classifica seconda, e quella dei quarti di finale dove viene eliminata dagli Stati Uniti.

## Palmarès
- Campionato inglese: 3

Chelsea: 2015, 2017, 2017-2018
- FA Women's Cup: 2

Chelsea: 2014-2015, 2017-2018